# Charíssios Kátanas
Charíssios Kátanas (en grec Χαρίσιος Κάτανας), né le 5 juillet 1980 à Madrid, est un homme politique grec.

## Biographie
Aux élections législatives grecques de janvier 2015, il est élu député au Parlement grec sur la liste des Grecs indépendants dans la circonscription de Kozani.